# Golasecca
Golasecca est une commune italienne de la province de Varèse dans la région Lombardie en Italie.

## Toponyme
Le nom est un mélange de gola : gorge, se référant à un détroit du Tessin et de l'adjectif secca : sec, qui se réfère à l'aspect de ses rives.

## Histoire
Le nom de culture de Golasecca a été donné à un faciès archéologique du premier Age du Fer, localisé en Lombardie, correspondant à des populations de souche celtique. Parmi les principaux sites de cette culture, on trouve les nécropoles de Golasecca, Sesto Calende et Castelletto Ticino, ainsi que l'habitat de Côme.

## Administration
| Période                                  | Période  | Identité                                      | Étiquette | Qualité |
| ---------------------------------------- | -------- | --------------------------------------------- | --------- | ------- |
| 15/12/2009                               | En cours | Edoardo Lombardi (it:Commissario prefettizio) |           |         |
| Les données manquantes sont à compléter. |          |                                               |           |         |

### Hameaux
C. Motta, Madonna degli Angeli, Monte Tabor, C.na Jelmini, Cassera, Brughiera, Costa di Cimasco, C. delle Motte, San Michele (ruderi), Brusada, Persualdo, Monte Gagliasco, Lazzaretto